# Naoko Takeuchi
Naoko Takeuchi (武内直子), född 15 mars 1967 i Kofu, är en japansk serietecknare. Hon är främst känd för Sailor Moon som blev mycket populär i Japan under 1990-talet och som helt har överskuggat hennes tidigare och senare verk. Merparten av Takeuchis övriga produktion består av romantiska serier för tonårsflickor, de flesta utgivna i tidningen Nakayoshi, där hon fick sin första serie ("Love Call") publicerad 1986. Serien Codename: Sailor V kom 1991 och utvecklades kvickt till succén Sailor Moon redan året efter.
Takeuchi genomgick Kofu Ichi norra läroverk, i sin födelsestad Kofu, och utbildade sig sedan till farmaceut vid universitetet i Kyoritsu och har även en examen i kemi. På fritiden deltog hon i manga- och astronomiklubbarnas verksamhet. Under studenttiden tjänstgjorde hon i shintohelgedomen Shiba Daijingu (som miko, liksom Sailor Mars). Under ett halvår efter sin universitetsexamen arbetade hon på Keio-universitetets sjukhus för att sedan rita serier åt tidningen Nakayosi. Redan hennes första serie fick ett pris av förlaget, vilket skulle följas av flera; bl.a. gick Kodanshas 17:e pris för bästa shoujo-manga till hennes Sailor Moon.
Takeuchi gifte sig 1999 med kollegan Yoshihiro Togashi och drog sig därefter delvis tillbaka från serieskapandet. Paret fick en son år 2000 och Naokos bolag PNP har numera rättigheterna till hennes och hennes mans alster. Förutom serier och illustrationer har Takeuchi även skrivit sångtexter.